# О’Хара, Лорел
Лорел Эшли О’Хара (англ. Loral Ashley O'Hara ; род. 3 мая 1983 года, Хьюстон, штат Техас, США) — американский инженер и астронавт.
С 15 сентября 2023 года по 6 апреля 2024 года совершила полёт в качестве бортинженера пилотируемого корабля «Союз МС-24» и космических экспедиций МКС-69/70. Провела один выход в открытый космос продолжительностью 6 часов 42 минуты.

## Биография
Лорел Эшли О’Хара родилась 3 мая 1983 года в городе Хьюстон, штат Техас, в семье Синди и Стива О’Хара. Выросла в городе Шугар-Ленд, где в 2001 году окончила среднюю школу Уильяма П. Клементса.
В 2005 году получила степень бакалавра наук в области аэрокосмической инженерии в Университете Канзаса. Будучи студенткой, участвовала в программе KC-135, связанной с полётами на лаборатории невесомости, стажировалась в Академии НАСА при Центре космических полётов имени Годдарда и при Лаборатории реактивного движения.
В 2006—2007 годах работала инженером проекта в компании Rocketplane Limited в Оклахома-Сити. В 2008 году была удостоена стипендии Национального научного фонда для аспирантов. В 2009 году получила степень магистра наук в области аэронавтики и астронавтики в Университете Пердью в Уэст-Лафейетте, штат Индиана. В 2009—2013 годах работала инженером-исследователем Океанографического института в Вудс-Холле (штат Массачусетс), приняла активное участие в модернизации обитаемого подводного аппарата «Алвин», в частности — механических систем и системотехники, а также в его сертификации. С 2015 года работала проектантом в компании Stone Aerospace в городе Остин, штат Техас. Занималась проектом дистанционно управляемого подводного аппарата «Джейсон» в качестве инженера, механика экспедиции и специалиста по обработке данных. В 2017 году, к моменту отбора в отряд астронавтов, работала в Океанографическом институте.

### Космическая подготовка
В июне 2017 года была зачислена в число кандидатов 22 набора астронавтов НАСА. В августе того же года приступила к прохождению курса базовой общекосмической подготовки в Космическом центре имени Линдона Джонсона. 10 января 2020 года ей была присвоена квалификация астронавт.
В 2020 году была назначена руководителем работ по пилотируемой программе НАСА в России, сменив в этой должности Кэтлин Рубинс. В 2021—2022 годах проходила подготовку в Центре подготовки космонавтов имени Ю. А. Гагарина. В июне 2021 года вместе с космонавтами Сергеем Прокопьевым и Дмитрием Петелиным участвовала в тренировке условного экипажа по действиям после посадки спускаемого аппарата на водную поверхность. В феврале 2022 года в составе условного экипажа вместе с инструктором ЦПК и астронавтом Франсиско Рубио участвовала в тренировке по действиям при посадке в лесисто-болотистой местности зимой.
14 июля 2022 года, после подписания соглашения между Роскосмосом и НАСА в отношении полётов интегрированных экипажей на российских и американских пилотируемых транспортных кораблях, О’Хара была включена бортинженером-2 в состав основного экипажа ТПК «Союз МС-24». Входила в состав дублирующего экипажа ТПК «Союз МС-22».

### Полёт
15 сентября 2023 года начала космический полёт в качестве бортинженера-2 на космическом корабле «Союз МС-24». Запуск совершён с помощью ракеты-носителя «Союз-2.1а» со стартовой площадки № 31 космодрома Байконур. Полёт корабля до МКС проходил по двухвитковой схеме. Корабль пристыковался к модулю «Рассвет» 15 сентября 2023 года в 18:53:33 UTC (21:53:33 мск).
Полёт проходит совместно с участниками длительных экспедиций МКС-69/70 космонавтами Роскосмоса Олегом Кононенко и Николаем Чубом.
1 ноября 2023 года Лорел О’Хара вместе с астронавтом Жасмин Могбели совершила выход в открытый космос из модуля «Квест» длительностью более 6 часов. Астронавты провели демонтаж радиочастотной антенны и замену подшипникового узла поворотного шарнира левой солнечной батареи.
О’Хара возвратилась на Землю на корабле «Союз МС-24» 6 апреля 2024 года, вместе с космонавтом Олегом Новицким и участницей космического полёта из Республики Беларусь Мариной Василевской, чей полёт к МКС начался 23 марта 2024 года на ТПК «Союз МС-25». В 10:17 по московскому времени спускаемый аппарат корабля «Союз МС-24» приземлился в районе казахстанского города Жезказган.
Статистика
| # | Стартовый корабль | Старт, UTC        | Экспедиция            | Корабль посадки | Посадка, UTC      | Налёт                        | Выходы в открытый космос | Время в открытом космосе |
| - | ----------------- | ----------------- | --------------------- | --------------- | ----------------- | ---------------------------- | ------------------------ | ------------------------ |
| 1 | Союз МС-24        | 15.09.2023, 15:44 | Союз МС-24, МКС-69/70 | Союз МС-24      | 06.04.2024, 07:17 | 203 суток 15 часов 32 минуты | 1                        | 6 часов 42 минуты        |

## Увлечения
Увлекается путешествиями, серфингом, дайвингом, полётами, парусным спортом, катанием на лыжах, туризмом, спелеологией, чтением и живописью, работой в гараже. Имеет сертификат пилота-любителя, квалификацию для работы в составе аварийно-спасательной медицинской службы и сотрудника аварийных служб в дикой местности.